# Mordechai Naor

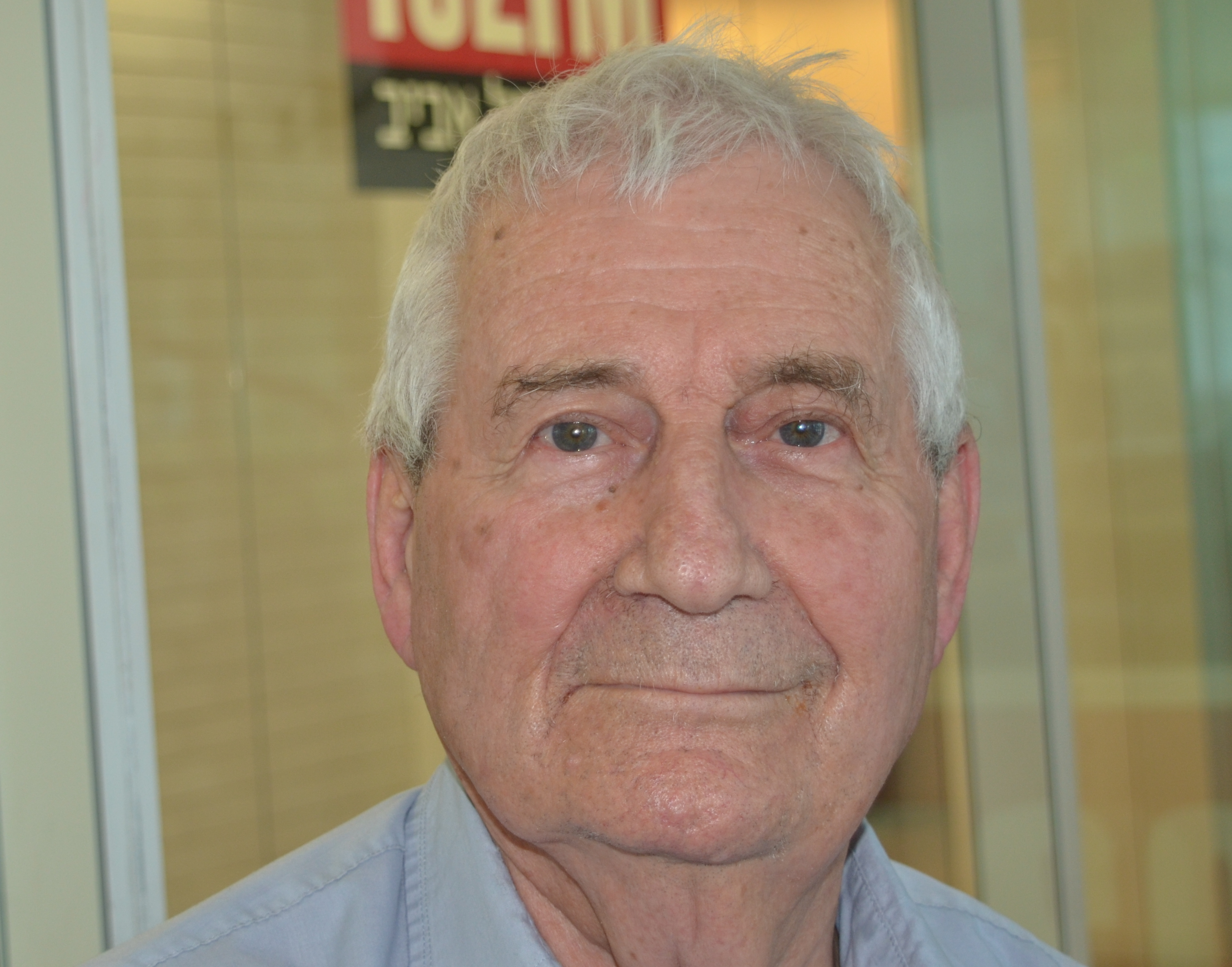
Mordechai Naor

Mordechai Naor (hebräisch מֹרְדְּכַי נָאוֹר Mordechaj Naʾōr; geb. 19. August 1934 in Tel Aviv) ist ein israelischer Historiker, Schriftsteller und Journalist. Von 1974 bis 1978 war er Intendant des israelischen Militärradios Gallei Zahal, als Historiker hat er sich auf die Geschichte Israels spezialisiert.

## Biographie
Mordechai Naor wurde 1934 in Tel Aviv geboren. Er erwarb einen Bachelor-Abschluss (1964) und einen Master-Abschluss (1970) in Sozialwissenschaften an der Hebräischen Universität Jerusalem und promovierte in jüdischer Geschichte an der Universität Tel Aviv (1984) über Pinchas Sapir, eine Untersuchung zum Weg eines Führers von der lokalen zur nationalen Ebene.
Nach seinem Militärdienst war er in den 1950er Jahren an der Errichtung des Kibbuz Nachal Oz am Rande des Gazastreifens beteiligt. Von 1957 bis 1971 war er Chefredakteur verschiedener Jugend- und Militärzeitschriften. Von 1974 bis 1978 leitete er den israelischen Armeesender Gallei Zahal, eine der beiden größten Rundfunkanstalten des Landes.
Während des Jom-Kippur-Krieges 1973 sendete der Sender rund um die Uhr, und Naor kämpfte nach seiner Ernennung dafür, dieses Sendeformat fortzusetzen. Während seiner Amtszeit leitete er Neuerungen ein, wie die Verwendung des Roten Telefons, um Informationen von den Zuhörern zu erhalten, und die Universitah meschudderet (Universitätssendungen). Naor kämpfte für die Unabhängigkeit des vom Militär betriebenen Rundfunksenders von der israelischen Rundfunkbehörde. Im Juni 1978 beendete er seine Amtszeit bei Gallei Zahal und wurde Chefredakteur des Verlags des Verteidigungsministeriums.
Von 1985 bis 2003 arbeitete er am Forschungsinstitut der Jüdischen Presse der Universität Tel Aviv. Er leitet den Fachbereich Israelstudien am Beit Berl.
Naor hat mehrere Dutzend Bücher geschrieben (darunter Biografien über Baron Rothschild, Pinchas Sappir, die Stabschefs Jaʿaqov Dori und Chaim Laskow), von denen einige auch auf Englisch und Deutsch erschienen sind. Sein bekanntestes Werk ist Eretz Israel. Das 20. Jahrhundert.

## Publikationen (Auswahl)
- Idan, siebzehnbändige historiographische Reihe, 1983–1992 (als Herausgeber)
- Kesher (Qesher), 1987–2003, halbjährlich erscheinendes Magazin über die jüdische Presse der Universität Tel Aviv (als Herausgeber)
- Yischuv Ha'Negev, 1900–1960 [= Niederlassung im Negev, 1900–1960], Jerusalem 1985 (hebr.)
- (Hrsg.): Das jüdische Viertel in Jerusalem, Israel 1987 (hebr.)
- Die Westmauer. Tel Aviv: Verlag des Verteidigungsministeriums, 1988
- (Hrsg.): Sefer Rischonei Herzliya 1924–1934 [Die Pioniere der Herzliya, die Geschichte der ersten Siedler, 1924–1934], vol. 2 (Herzlia, 1990) (hebr.)
- The Aliyah Book, 1991
- The Hagana Lexicon, 1992 (als Herausgeber)
- Gescher ḥai. Tel Aviv: Miśrad ha-Biṭaḥon, 1993
- סֵפֶר הַמֵּאָה – הִיסְטוֹרְיָה מְצֻלֶּמֶת שֶׁל אֶרֶץ־יִשְׂרָאֵל (Sefer ha-Meʾah – Hīsṭōrjah məzullemet schel Eretz Jisraʾel), Tel Aviv: Am Oved, 1996
- City of Hope – Jerusalem from Biblical to Modern Times, 1996
- The Twentieth Century in Eretz Israel – a Pictorial History [סֵפֶר הַמֵּאָה – הִיסְטוֹרְיָה מְצֻלֶּמֶת שֶׁל אֶרֶץ־יִשְׂרָאֵל, Tel Aviv: עַם עוֹבֵד, 1996; engl.], Judith Krausz (Übers.), Könemann, Köln 1998
- Eretz Israel. Das 20. Jahrhundert., Könemann, Köln 1998, ISBN 3-89508-594-4
- The Jewish People in the 20th Century – A Pictorial History, 2001
- Zionism – The First 120 Years, 2002
- The Israeli Press, 2004
- The Israel Lexicon, 2008

## Preise
Mordchai Naor ist Träger zahlreicher renommierter Preise, darunter:
- Sokolow-Preis für Journalistik (2002),
- Herzl-Preis (2006),
- Ben-Gurion-Preis (2007),
- Yitzhak-Sadeh-Preis (2013).